# ماري بول نابايو
ماري بول نابايو (بالفرنسية: Marie-Paule Gnabouyou)‏ مواليد 4 مارس 1988 في مارسيليا، هي لاعبة كرة يد فرنسية تلعب كظهير أيمن. مثلت منتخب فرنسا لكرة اليد للسيدات. حققت المركز الثاني في بطولة العالم لكرة اليد للسيدات 2011.

## سجل المنافسة
شاركت في البطولات التالية:
- بطولة العالم لكرة اليد للسيدات 2011
- بطولة أوروبا لكرة اليد للسيدات 2014
- بطولة أوروبا لكرة اليد للسيدات 2016

## الميداليات
| الميدالية | المسابقة                            |
| --------- | ----------------------------------- |
| فضية      | بطولة العالم لكرة اليد للسيدات 2011 |
| برونزية   | بطولة أوروبا لكرة اليد للسيدات 2016 |

## روابط خارجية
- ماري بول نابايو على موقع الاتحاد الأوروبي لكرة اليد (الإنجليزية)
- ماري بول نابايو على موقع أوليمبيديا (الإنجليزية)